# La Fête de saint Dionysos
La Fête de saint Dionysos (titre original : The Feast of St Dionysus) est un roman court de science-fiction de Robert Silverberg. Le ton et le style de ce roman court sont du registre « science-fiction New wave ». La Fête de saint Dionysos a été classée 3e au prix Locus de la meilleure nouvelle longue 1974.

## Publications
Entre 1973 et 2017, La Fête de saint Dionysos a été édité à environ un peu plus d'une vingtaine de reprises dans des recueils de nouvelles de Robert Silverberg ou des anthologies de science-fiction.

### Publications aux États-Unis
La Fête de saint Dionysos est paru en 1973 dans An Exaltation of Stars : Transcendental Adventures in Science Fiction, anthologie composée par Terry Carr.
Il a ensuite été régulièrement réédité dans divers recueils de Robert Silverberg et diverses anthologies.

### Publications en France
La Fête de saint Dionysos est notamment publié en France dans La Fête de St Dionysos, recueil de Scott Baker, Titres SF n°24, éd. Jean-Claude Lattès, 2e trimestre 1980, avec une traduction de Bernard Ferry.
Il est paru aussi en 2002 dans le recueil Les Jeux du Capricorne, avec une traduction de Pierre-Paul Durastanti ; il y a eu une nouvelle édition en livre de poche chez J'ai lu en 2004. La Fête de saint Dionysos est donc l'une des 124 « meilleures nouvelles » de Silverberg sélectionnées pour l'ensemble de recueils Nouvelles au fil du temps, dont Les Jeux du Capricorne est le deuxième tome.

### Publication en Allemagne
La Fête de saint Dionysos a été publié en 1984 en Allemagne sous le titre Das Fest des heiligen Dionysos.

## Résumé
Contexte
L'astronaute John Oxenshuer est allé sur Mars avec deux autres astronautes, Vogel et Richardson. Au cours de l'expédition martienne, une tempête de sable a recouvert le véhicule de Vogel et Richardson, les emprisonnant dans un étau mortel. Ensevelis sous dix mètres de sable et sans réserves d'oxygène, les astronautes sont morts asphyxiés. Oxenshuer est parvenu à enlever les milliers de tonnes de sable et à ramener les cadavres sur Terre, où il a été fêté comme un héros. Il en a ressenti une vive amertume, d'autant plus qu'il regrette d'avoir été dans l'incapacité de faire quoi que ce soit pour sauver ses compagnons, et où, amoureux de la femme de Vogel, il a le sentiment d'avoir voulu inconsciemment la mort de Vogel.
Récit
Pour chasser ses démons et faire la paix avec lui-même, Oxenshuer décide de faire une grande randonnée dans le désert du Nouveau-Mexique, là où les roches rouges lui rappellent les décors martiens. Un soir, alors qu'il a monté sa tente dans un coin particulièrement désertique, il est réveillé au petit matin par trois hommes. Ceux-ci lui révèlent qu'il a dormi à proximité de leur petite communauté. Ce sont des mystiques chrétiens, adeptes de l'Église de Saint Dionysos. Pour eux, Jésus et Dionysos sont une même personne, et si dans la religion chrétienne une part essentielle est faite au fait de manger le dieu dans l'eucharistie, pourquoi ne pas communier avec lui en buvant du vin ? Le sens de la fête et de la gaieté par le vin a été trop oublié par l'Église romaine. Oxenshuer entre donc dans cette communauté et en découvre les us et coutumes. Après un moment de résistance, il s'habitue à la vie calme, sereine et joyeuse de la communauté, et fraternise avec eux. La Grande Fête de Saint Dionysos a lieu, au cours de laquelle il entre en communion avec les membres de la communauté. Dès le lendemain cependant, il quitte les lieux et retourne en Californie.
Dénouement
Quelques mois plus tard, Oxenshuer est de retour dans le désert. Il est avec Claire, à qui il a proposé de lui présenter les membres de la communauté. Arrivant au lieu exact où se situait le village, ce dernier a disparu ! Il n'y a que le désert. Puis Claire disparaît dans des conditions mystérieuses. Il entend alors la voix du chef de la communauté qui l'invite à les rejoindre.